# رفنية إهليلجية
رفنية إهليلجية نوع من الرفنية تعلو من ٤٠ إلى ١٠٠ سم. أزهارها محورية الارتكاز فردية أو ثنائية التجميع صفراء.